# Simone Gonin
Simone Gonin (Savigliano, 23 de agosto de 1989) es un deportista italiano que compite en curling.
Ganó una medalla de bronce en el Campeonato Mundial de Curling Masculino de 2022 y dos medallas de bronce en el Campeonato Europeo de Curling entre los años 2018 y 2021.

## Palmarés internacional
| Campeonato Mundial | Campeonato Mundial         | Campeonato Mundial | Campeonato Mundial |
| Año                | Lugar                      | Medalla            | Prueba             |
| ------------------ | -------------------------- | ------------------ | ------------------ |
| 2022               | Las Vegas (Estados Unidos) | Medalla de bronce  | Equipo             |
| Campeonato Europeo |                            |                    |                    |
| Año                | Lugar                      | Medalla            | Prueba             |
| 2018               | Tallin (Estonia)           | Medalla de bronce  | Equipo             |
| 2021               | Lillehammer (Noruega)      | Medalla de bronce  | Equipo             |